# La farsa amorosa
La farsa amorosa és una òpera en tres actes del compositor italià Riccardo Zandonai.
L'òpera tracta d'un tema còmic i va ser un intent de revitalitzar la tradició de l'òpera buffa que va sorgir a Itàlia durant els segles XVIII i principis del XIX.
La història està basada en la novel·la El sombrero de tres picos, (1874) de Pedro Antonio de Alarcón, que va ser la base del ballet del mateix nom de Manuel de Falla i de l'òpera d'Hugo Wolf Der Corregidor. El llibret del col·laborador habitual de Zandonai, trasllada l'acció a Llombardia, però conserva els noms espanyols. El repartiment inclou dos rucs enamorats, Ciccio i Checca.

## Estrena
La farsa amorosa, que va resultar ser l'última òpera completada del compositor, es va estrenar el 22 de febrer de 1933 al Teatro dell'Opera di Roma, dirigida per Marcello Govoni.

## Rols
| Funció         | Tipus de veu  | Estrena: 22 febrer de 1933 Director: Riccardo Zandonai |
| -------------- | ------------- | ------------------------------------------------------ |
| Don Ferrante   | baríton       | Carmelo Maugeri                                        |
| Donna Mercedes | mezzo-soprano | Sara Ungaro                                            |
| Frulla         | tenor         | Alessio De Paolis                                      |
| Giacomino      | tenor         | Adelio Zagonara                                        |
| Lucia          | soprano       | Mafalda Favero                                         |
| Orsola         | mezzo-soprano | Agnese Dubbini                                         |
| Renzo          | tenor         | Nino Bertelli                                          |
| Spingarda      | baix          | Salvatore Baccaloni                                    |